# Loi relative à la liberté de communication
 (Aout 2024).
 (Aout 2024).
Améliorez-le ou discutez des points à vérifier. 
Lire en ligne

Version à jour sur Légifrance

La loi relative à la liberté de communication, officiellement dénommée loi no 86-1067 du 30 septembre 1986 relative à la liberté de communication, est une loi française sur le droit des télécommunications. Dite aussi « Loi Léotard » du nom du ministre de la Culture François Léotard qui l'a proposée, elle prévoit la déréglementation du secteur, avec notamment la privatisation de TF1, attribué à Bouygues, et la libéralisation du secteur des réseaux câblés et de la téléphonie mobile, avec l'entrée de deux opérateurs, Itineris et SFR, jusqu'à ce que Bouygues Telecom arrive sur le marché en 1995. Elle a été depuis modifiée à de nombreuses reprises.

## Contenu de la loi
La loi Léotard affirme dans son article 1er le principe de la liberté de l'établissement, de l'emploi et de l'utilisation des télécommunications, énumérant ensuite les conditions restrictives (défense nationale, exigences du service public, etc.). Elle affirme également un principe de confidentialité, par défaut, des choix des personnes concernant les services de télécommunications et les programmes regardés ou écoutés (art. 3 de la loi telle que modifiée en 2012).
Son art. 3 institue une Commission nationale de la communication et des libertés (CNCL), ancêtre du CSA créé en 1989, avec des missions similaires, ainsi que celle de veiller « à la défense et à l'illustration de la langue française. »

## Histoire et contexte de sa création jusqu'à aujourd'hui
Elle vient également après la période d'anarchie venue après l'autorisation des radio libres autorisés par François Mitterrand après son élection à la tête de l'état français le 10 mai 1981 jusqu'en été 1983
Différentes radios se multiplieront ensuite de manière outrancières jusqu'en été 1983.
Ensuite, les plus anarchistes seront saisies cet été-là par le gouvernement français dont la plus célèbre Radio Carbone 14. 
Pour rappel, Jean-Edern Hallier à l'époque plutôt de Gauche initialement, avait fondé la première Radio pirate et écolo dite Radio Verte avec Maurice Lalonde.
Coluche officiera également, lui, sur "Rfm" avec Patrick Meyer du 24 octobre au 10 décembre 1981.
Daniel Balavoine lui aussi sur Radio Ici et Maintenant ! (95,2) pendant quelques semaines en 1983, favorisant par ces interventions la création des Restaurants du Coeur. 
Le gouvernement français quant à lui créera entretemps en juillet 1982 la Haute Autorité de la communication audiovisuelle (France) qui sera remplacé par cette loi de la rentrée 1986 qui officie toujours encore aujourd'hui y compris pour la télévision en France en février 2024.

## Modifications
La loi du 30 septembre 1986 a été modifiée par une série de lois (liste non exhaustive) :
- Loi n° 89-25 du 17 janvier 1989 modifiant la loi n° 86-1067 du 30 septembre 1986 relative à la liberté de communication
- Loi n° 92-1336 du 16 décembre 1992 relative à l'entrée en vigueur du nouveau code pénal et à la modification de certaines dispositions de droit pénal et de procédure pénale rendue nécessaire par cette entrée en vigueur
- Loi n° 94-665 du 4 août 1994 relative à l'emploi de la langue française
- Loi n° 99-1174 du 30 décembre 1999 portant création de La Chaîne parlementaire
- Loi n° 2000-719 du 1 août 2000 modifiant la loi n° 86-1067 du 30 septembre 1986 relative à la liberté de communication
- Loi n° 2003-1365 du 31 décembre 2003 relative aux obligations de service public des télécommunications et à France Télécom
- Loi n° 2004-669 du 9 juillet 2004 relative aux communications électroniques et aux services de communication audiovisuelle
- Loi n° 2005-102 du 11 février 2005 pour l'égalité des droits et des chances, la participation et la citoyenneté des personnes handicapées
- Loi n° 2006-396 du 31 mars 2006 pour l'égalité des chances
- Loi n° 2006-961 du 1 août 2006 relative au droit d'auteur et aux droits voisins dans la société de l'information
- Loi n° 2007-309 du 5 mars 2007 relative à la modernisation de la diffusion audiovisuelle et à la télévision du futur
- Loi n° 2008-776 du 4 août 2008 de modernisation de l'économie
- Loi n° 2009-1572 du 17 décembre 2009 relative à la lutte contre la fracture numérique
- Loi n° 2009-258 du 5 mars 2009 relative à la communication audiovisuelle et au nouveau service public de la télévision
- Loi n° 2009-526 du 12 mai 2009 de simplification et de clarification du droit et d'allègement des procédures
- Loi n° 2009-669 du 12 juin 2009 favorisant la diffusion et la protection de la création sur internet
- Loi n° 2009-879 du 21 juillet 2009 portant réforme de l'hôpital et relative aux patients, à la santé et aux territoires
- Loi n° 2010-121 du 8 février 2010 tendant à inscrire l'inceste commis sur les mineurs dans le code pénal et à améliorer la détection et la prise en charge des victimes d'actes incestueux
- Loi n° 2010-769 du 9 juillet 2010 relative aux violences faites spécifiquement aux femmes, aux violences au sein des couples et aux incidences de ces dernières sur les enfants
- Loi n° 2011-525 du 17 mai 2011 de simplification et d'amélioration de la qualité du droit
- Loi n° 2011-901 du 28 juillet 2011 tendant à améliorer le fonctionnement des maisons départementales des personnes handicapées et portant diverses dispositions relatives à la politique du handicap
- Loi n° 2012-158 du 1er février 2012 visant à renforcer l'éthique du sport et les droits des sportifs
- Loi n° 2013-1028 du 15 novembre 2013 relative à l'indépendance de l'audiovisuel public
- Loi n° 2014-873 du 4 août 2014 pour l'égalité réelle entre les femmes et les hommes
- Loi n° 2018-1202 du 22 décembre 2018 relative à la lutte contre la manipulation de l'information